# Benzamidin
Benzamidin ist eine organische Verbindung mit der Halbstrukturformel C6H5C(NH)NH2. Es ist das einfachste Arylamidin.

## Eigenschaften
Die Verbindung ist ein farbloser Feststoff, der nur wenig in Wasser löslich ist. Es wird häufig als Hydrochlorid gehandhabt, ein farbloser, wasserlöslicher Feststoff.
In Bezug auf seine Molekülstruktur hat Benzamidin eine kurze C=NH-Bindung (129 pm) und eine längere C-NH2-Bindung (135 pm).

## Anwendung
Benzamidin ist ein reversibler kompetitiver Inhibitor von Trypsin, Trypsin-like Enzyme und Serinproteasen.
Es wird oft als Ligand in der Protein-Kristallographie verwendet, um Proteine vor Proteasen zu schützen. Eine Benzamidin-Teilstruktur lässt sich in einigen Arzneistoffen finden, darunter Dabigatran.
Durch Kondensation mit α-Halogenketonen entstehen derivatisierte Imidazole.